# 正負2度C
《±2℃》（又名「加減2度C」、「正負2度C」），臺灣2010年紀錄片。於2010年2月22日發佈，以不營利為原則，公開影片版權以供下載、播放，並全力呼籲民眾重視全球暖化議題。
本片由臺灣媒體節目主持人陳文茜率領工作團隊製作，並獲得多位知名企業家（例如嚴凱泰、郭台銘等）聯合讚賞，也夥同許多台灣知名歌手、演員（例如周杰倫、五月天等）的支持。2010年3月18日，本片發佈英語字幕版，開放各界來信附回郵或親自索取，每片酌收工本費新台幣10元。

## 製作團隊
- 導演：黃室淨、洪雯麗
- 監製：孫大偉、陳文茜
- 撰稿：陳文茜（《文茜的世界周報》團隊）
- 插畫：幾米
- 口白：蔣勳
- 攝影：謝安翔、周建發（攝影指導）
- 美術總監：黎文狄
- 美術指導：胡志岳、溫奇偉、周安邦（2D指導）、于欽孝（3D指導）
- 服裝造型：鄭建國
- 動畫師：蔡明勳、葉峻瑋、張文健
- 畫面合成：黃耀暉
- 製片：楊柏亭、林佳良、洪勛徽、郭紘忖、鄭中凱、黃文瑞
- 剪接：陳湘怡、柯俊鋒、Frankie
- 錄音工程：林銘心、黃國明、吳鎧凡、小飛俠（混音工程）
- 音樂：響韻唱片、滾石唱片、野火唱片、EMI唱片、瑋秦唱片、上揚唱片、極光唱片
- 燈光：譚紀良、朱志誠、謝松銘
- 後期製作：利達數位影音科技

影像授權
- 媒體：美聯社、法新社、中天電視、TVBS、公視、原民電視、紐約時報
- 公司與組織：墨色公司、達志影像、天下文化、台北101大樓、視覺遊戲、齊柏林、Google Earth、Getty Images、Jehad Ngo、Jeffery Poon、Waterstudio NL, architect: Koen Olthuis、NASA

學者顧問
- 史耐德 教授 (Prof.) Stephen Schneider
- 聯合國跨政府氣候小組IPCC召集人
- 2007諾貝爾和平獎得主：美國國家科學院院士、史丹佛大學教授
- 汪中和：中央研究院地球科學研究所研究員
- 李鴻源：台灣大學水工所教授
- 柳中明：台灣大學氣候變遷中心主任
- 陳文山：台灣大學地質系主任
- 陳宏宇：台灣大學地質系教授
- 謝正倫：成功大學災害防治中心主任
- 賴文基：成功大學災害防治中心副主任
- 陳毅青：台大土木系博士生

## 使用音樂
- 插曲：Hallelujah（英语：Hallelujah (Leonard Cohen song)）, source: Rua (Gloria Mulhall & LIZ Madden) - Whisper #11 [2].

## 外部連結
- 官方网站 （繁體中文）
- 时光网上《正負2度C》的資料（简体中文）
- 豆瓣电影上《正負2度C》的資料 （简体中文）